# Haeckelstraße 2 (Magdeburg)

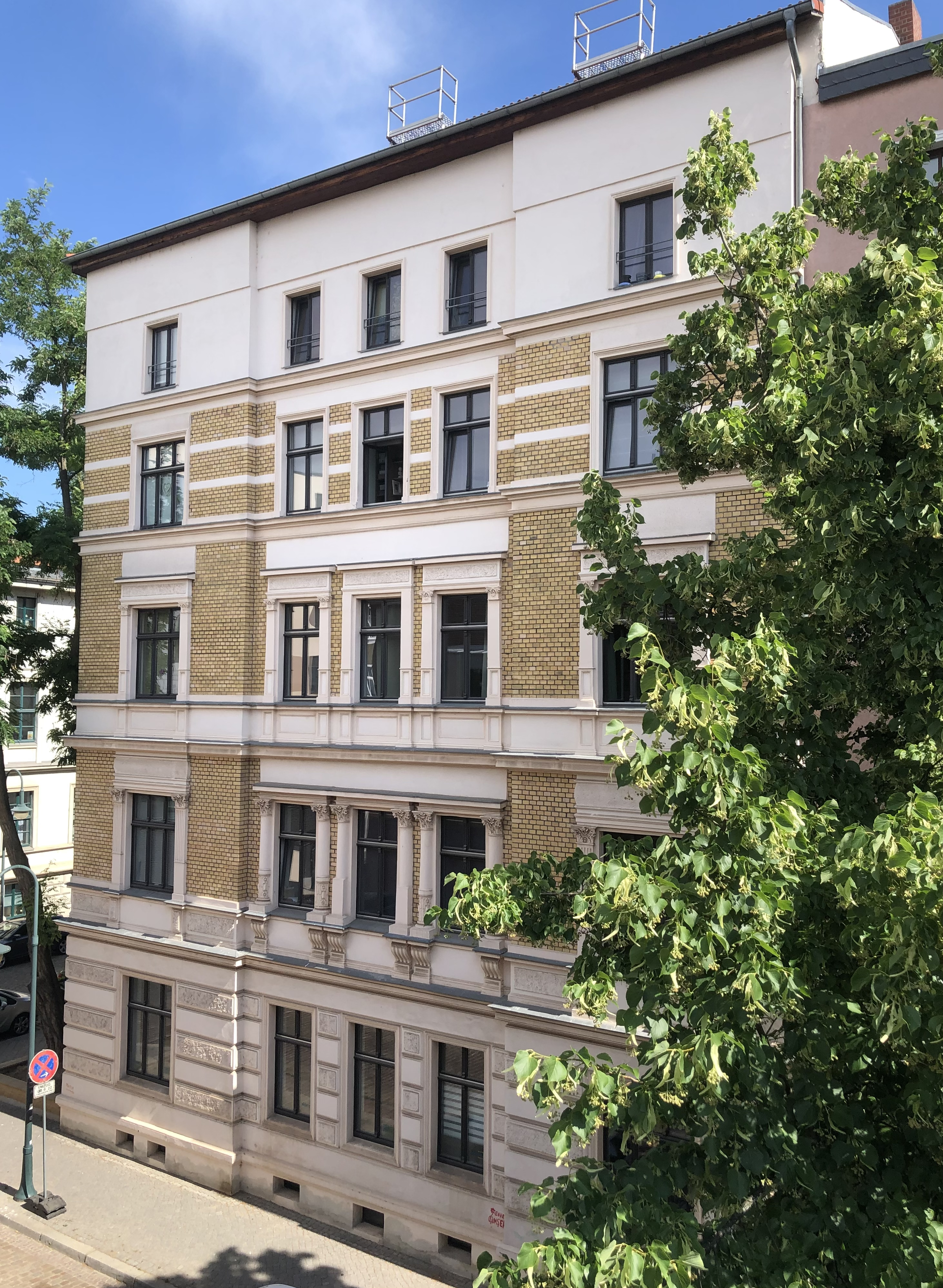
Haus Haeckelstraße 2 im Jahr 2022, Blick von der Mensa des Ökumenischen Domgymnasiums

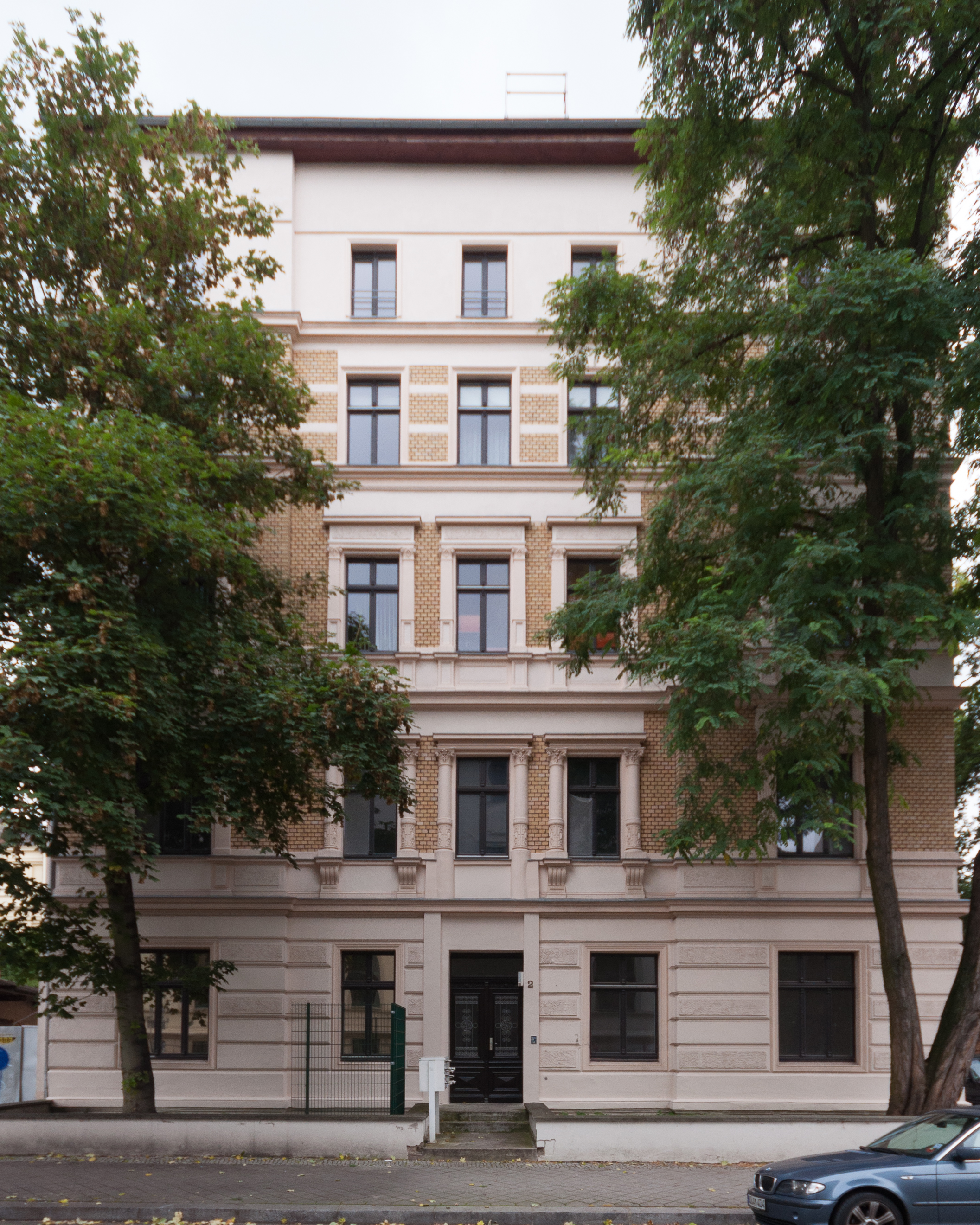
Westfassade zur Leibnizstraße im Jahr 2014

Das Gebäude Haeckelstraße 2 ist ein denkmalgeschütztes Wohnhaus in Magdeburg in Sachsen-Anhalt.

## Lage
Das Haus befindet sich in der Magdeburger Altstadt auf der Nordseite der Haeckelstraße in einer Ecklage zur westlich des Gebäudes entlang laufenden Leibnizstraße.

## Architektur und Geschichte
Das fünfgeschossige Gebäude entstand ab dem Jahr 1880 im Stil der Neorenaissance. Gebaut wurde das schlicht ausgeführte Haus von der Firma des Maurermeisters Hermann Fischer & Co., der zugleich auch Eigentümer war. Die beiden straßenseitigen Fassaden sind mit verputzten und ziegelsichtigen Flächen gestaltet, wobei gelbe Ziegel zum Einsatz kamen. An den jeweiligen äußeren Enden der Fassaden bestehen flache einachsige Seitenrisalite, deren Fensteröffnungen breiter angelegt sind. Die Gebäudeecke selbst ist in gleicher Weise als Eckrisalit ausgeführt. Der Hauseingang befindet sich mittig in der Westfassade in der Leibnizstraße. In späterer Zeit wurde das vierte Obergeschoss vergrößert. 
Im örtlichen Denkmalverzeichnis ist das Wohnhaus unter der Erfassungsnummer 094 76765 als Baudenkmal verzeichnet.